# San Luis Potosí Challenger
Il San Luis Potosí Challenger è un torneo professionistico di tennis giocato sulla terra rossa, che fa parte dell'ATP Challenger Tour e dal 2023 del WTA 125. Si gioca annualmente al Club Deportivo Potosino di San Luis Potosí in Messico dal 1980.
Leonardo Lavalle detiene il record dei titoli nel singolare (3) e nel doppio (4), inoltre ha vinto entrambi i titoli nell'edizione del 1992, impresa riuscita in seguito anche a Dick Norman nel 2003, e a Marcelo Arévalo nel 2018.

## Albo d'oro

### Singolare maschile
| Anno       | Campione                     | Finalista                    | Punteggio                    |
| ---------- | ---------------------------- | ---------------------------- | ---------------------------- |
| 2025       | James Duckworth              | Max Wiskandt                 | 6–1, 6–1                     |
| 2024       | Nicolás Mejía                | Matías Soto                  | 6–1, 5–7, 6–2                |
| 2023       | Marcelo Tomás Barrios Vera   | Dominik Koepfer              | 7–6(6), 7–5                  |
| 2022       | Antoine Bellier              | Renzo Olivo                  | 6(2)–7, 6–4, 7–5             |
| 2021- 2020 | Non disputato                | Non disputato                | Non disputato                |
| 2019       | Marc-Andrea Hüsler           | Adrián Menéndez Maceiras     | 7–5, 7–6(3)                  |
| 2018       | Marcelo Arévalo              | Roberto Cid Subervi          | 6–3, 6(3)–7, 6–4             |
| 2017       | Andrej Martin                | Adrián Menéndez Maceiras     | 7–5, 6–4                     |
| 2016       | Peđa Krstin                  | Marcelo Arévalo              | 6–4, 6–2                     |
| 2015       | Guido Pella                  | James McGee                  | 6–3, 6–3                     |
| 2014       | Paolo Lorenzi                | Adrián Menéndez Maceiras     | 6–1, 6–3                     |
| 2013       | Alessio Di Mauro             | Daniel Kosakowski            | 4–6, 6–3, 6–2                |
| 2012       | Rubén Ramírez Hidalgo        | Paolo Lorenzi                | 3–6, 6–3, 6–4                |
| 2011- 2010 | Non disputato                | Non disputato                | Non disputato                |
| 2009       | Santiago Giraldo             | Paolo Lorenzi                | 6–2, 6(3)–7, 6–2             |
| 2008       | Brian Dabul                  | Mariano Puerta               | walkover                     |
| 2007       | Fernando Vicente (2)         | Santiago Giraldo             | 6–3, 6–3                     |
| 2006       | Rainer Eitzinger             | Paolo Lorenzi                | 6–4, 6(5)–7, 7–5             |
| 2005       | Fernando Vicente (1)         | Dick Norman                  | 6–4, 6–4                     |
| 2004       | Mariano Delfino              | Sergio Roitman               | 6–4, 6–4                     |
| 2003       | Dick Norman (2)              | Federico Browne              | 7–5, 0–6, 6–4                |
| 2002       | Dick Norman (1)              | Paul-Henri Mathieu           | 2–6, 6–2, 6–4                |
| 2001       | Martín Rodríguez             | Ota Fukárek                  | 6(7)–7, 7–6(2), 7–6(8)       |
| 2000       | Agustín Calleri              | Mariano Hood                 | 7–5, 6–4                     |
| 1999       | Informazioni non disponibili | Informazioni non disponibili | Informazioni non disponibili |
| 1998       | Luis Morejón                 | Andrés Zingman               | 6–1, 2–6, 6–4                |
| 1997- 1995 | Non disputato                | Non disputato                | Non disputato                |
| 1994       | Nicolás Pereira              | Luis Herrera                 | 6–7, 6–2, 6–2                |
| 1993       | Horst Skoff                  | Luis Herrera                 | 2–6, 6–2, 6–2                |
| 1992       | Leonardo Lavalle (3)         | Francisco Montana            | 6–0, 6–7, 6–4                |
| 1991       | Pablo Arraya                 | Jamie Morgan                 | 6–1, 5–7, 6–3                |
| 1990       | Ricki Osterthun              | MaliVai Washington           | 6–4, 6–4                     |
| 1989       | Jorge Lozano                 | Peter Doohan                 | 6–4, 6–4                     |
| 1988       | Peter Doohan                 | Agustín Moreno               | 6–4, 6–4                     |
| 1987       | Leonardo Lavalle (2)         | Jorge Lozano                 | 6–4, 3–6, 6–4                |
| 1986       | Derrick Rostagno             | Charles Cox                  | 6–4, 6–1                     |
| 1985       | Leonardo Lavalle (1)         | Andy Andrews                 | 4–6, 6–3, 6–4                |
| 1984       | Tim Wilkison                 | Javier Contreras             | 6–2, 6–2                     |
| 1983- 1982 | Non disputato                | Non disputato                | Non disputato                |
| 1981       | Rick Fagel                   | Steve Meister                | 7–6, 6–1                     |
| 1980       | Adolfo Gonzalez              | Guillermo Stevens            | 6–4, 6–4                     |

### Doppio maschile
| Anno       | Campioni                                            | Finalisti                                  | Punteggio                     |
| ---------- | --------------------------------------------------- | ------------------------------------------ | ----------------------------- |
| 2025       | Ivan Liutarevich Marcus Willis                      | Trey Hilderbrand Alfredo Perez             | 6–3, 6–4                      |
| 2024       | Rithvik Choudary Bollipalli Niki Kaliyanda Poonacha | Antoine Bellier Marc-Andrea Hüsler         | 6–3, 6–2                      |
| 2023       | Colin Sinclair Adam Walton                          | Benjamin Lock Rubin Statham                | 5–7, 6–3, [10–5]              |
| 2022       | Nicolás Barrientos Miguel Ángel Reyes Varela (3)    | Luis David Martínez Felipe Meligeni Alves  | 7–6(11), 6–2                  |
| 2021- 2020 | Non disputato                                       | Non disputato                              | Non disputato                 |
| 2019       | Marcelo Arévalo (2) Miguel Ángel Reyes Varela (2)   | Ariel Behar Roberto Quiroz                 | 1–6, 6–4, [12–10]             |
| 2018       | Marcelo Arévalo (1) Miguel Ángel Reyes Varela (1)   | Jay Clarke Kevin Krawietz                  | 6–1, 6–4                      |
| 2017       | Roberto Quiroz Caio Zampieri                        | Hans Hach Verdugo Adrián Menéndez Maceiras | 6–4, 6–2                      |
| 2016       | Marcus Daniell Artem Sitak                          | Santiago González Mate Pavić               | 6–3, 7–6(4)                   |
| 2015       | Guillermo Durán Horacio Zeballos (2)                | Sergio Galdós Guido Pella                  | 7–6(4), 6–4                   |
| 2014       | Kevin King Juan Carlos Spir                         | Adrián Menéndez Maceiras Agustín Velotti   | 6–3, 6–4                      |
| 2013       | Marin Draganja Adrián Menéndez Maceiras             | Marco Chiudinelli Peter Gojowczyk          | 6–4, 6–3                      |
| 2012       | Nicholas Monroe Simon Stadler                       | Andre Begemann Jordan Kerr                 | 3–6, 7–5, [10–7]              |
| 2011- 2010 | Non disputato                                       | Non disputato                              | Non disputato                 |
| 2009       | Santiago González Horacio Zeballos (1)              | Franco Ferreiro Júlio Silva                | 6–2, 7–6(5)                   |
| 2008       | Travis Parrott Filip Polášek                        | Jean-Julien Rojer Marcio Torres            | 6–2, 6–1                      |
| 2007       | Jérémy Chardy Marcelo Melo                          | Jorge Aguilar Pablo González               | 6–0, 6–3                      |
| 2006       | Daniel Garza Dawid Olejniczak                       | Héctor Almada Victor Romero                | 6–2, 6–2                      |
| 2005       | Łukasz Kubot Oliver Marach                          | Juan Pablo Brzezicki Juan Pablo Guzmán     | 6–1, 3–6, 6–3                 |
| 2004       | Tuomas Ketola Rogier Wassen                         | Marcelo Amador Jorge Haro                  | 6–2, 6–2                      |
| 2003       | Alex Bogomolov Jr. Frédéric Niemeyer                | Markus Hantschk Alexander Peya             | 6–4, 7–6(5)                   |
| 2002       | Dick Norman Orlin Stanojčev                         | Ignacio Hirigoyen Sebastián Prieto         | walkover                      |
| 2001       | Edgardo Massa Sergio Roitman                        | Paul Hanley Nathan Healey                  | 6–4, 5–7, 7–6(3)              |
| 2000       | José de Armas Jimy Szymanski                        | Jocelyn Robichaud Michael Sell             | 5–7, 6–4, 6–2                 |
| 1999       | Informazioni non disponibili[                       | Informazioni non disponibili[              | Informazioni non disponibili[ |
| 1998       | Edwin Kempes Peter Wessels                          | José Frontera Bobby Kokavec                | 7–6, 4–6, 7–5                 |
| 1997- 1995 | Non disputato                                       | Non disputato                              | Non disputato                 |
| 1994       | Oliver Fernández Leonardo Lavalle (4)               | Ismael Hernández Luis Herrera              | 7–5, 7–5                      |
| 1993       | Javier Frana Leonardo Lavalle (3)                   | Francisco Montana Bryan Shelton            | 6–3, 4–6, 6–4                 |
| 1992       | Luis Herrera (3) Leonardo Lavalle (2)               | Francisco Maciel Agustín Moreno            | 6–2, 6–2                      |
| 1991       | Mauricio Hadad Daniel Orsanic                       | Scott Patridge Kenny Thorne                | 6–4, 3–6, 6–3                 |
| 1990       | Leonardo Lavalle (1) Jorge Lozano                   | Luis Herrera Guillermo Pérez Roldán        | 5–7, 6–3, 6–2                 |
| 1989       | Luis Herrera (2) Javier Ordaz (2)                   | Mark Knowles Brian Page                    | 6–4, 6–7, 6–3                 |
| 1988       | Luis Herrera (1) Javier Ordaz (1)                   | Agustín Moreno Fernando Pérez Pascal       | 6–4, 6–1                      |
| 1987       | John Letts Rick Rudeen                              | Karl Richter Mark Wooldridge               | 6–3, 6–4                      |
| 1986       | Charles Cox Jon Bud Levine                          | Stephane Bonneau Ted Erck                  | 7–6, 4–6, 6–4                 |
| 1985       | John Mattke Sashi Menon                             | Richard Akel Jeff Arons                    | 7–6, 6–3                      |
| 1984       | Juan Hernández Francisco Maciel                     | Ross Case Chris Dunk                       | 6–4, 6–2                      |
| 1983- 1982 | Non disputato                                       | Non disputato                              | Non disputato                 |
| 1981       | Brad Drewett George Hardie                          | Rich Andrews Kevin Cook                    | 5–7, 6–3, 7–6                 |
| 1980       | Mike Barr Rejean Genois                             | Ramiro Benavides Gabriel Urpi              | 6–4, 6–4                      |

### Singolare femminile
| Anno | Categoria | Campionessa            | Finalista       | Punteggio     |
| ---- | --------- | ---------------------- | --------------- | ------------- |
| 2023 | WTA 125   | Elisabetta Cocciaretto | Sara Errani     | 5–7, 6–4, 7–5 |
| 2024 | WTA 125   | Nadia Podoroska        | Francesca Jones | 6–1, 6–2      |

### Doppio femminile
| Anno | Categoria | Campionesse                 | Finaliste                              | Punteggio   |
| ---- | --------- | --------------------------- | -------------------------------------- | ----------- |
| 2023 | WTA 125   | Aliona Bolsova Andrea Gámiz | Oksana Kalašnikova Katarzyna Piter (1) | 7–6(5), 6–4 |
| 2024 | WTA 125   | Anna Bondár Tamara Zidanšek | Laura Pigossi Katarzyna Piter (2)      | w/o         |